# Verbundstudium
Das Verbundstudium der  Fachhochschulen in Nordrhein-Westfalen ist ein Studienmodell für berufsbegleitendes Studieren, das sich – im Gegensatz zum reinen Fernstudium – durch eine Kombination aus regelmäßiger Präsenzlehre und Selbststudium auszeichnet. Es ist ein kooperatives Angebot der staatlichen Fachhochschulen in NRW mit einem breiten Spektrum unterschiedlicher Studiengänge im Bachelor- und Masterbereich, das bereits 1994 erfolgreich gestartet ist und seitdem kontinuierlich ausgebaut wird. Diese spezifische Studienform richtet sich in erster Linie an Berufstätige und Auszubildende, die parallel zum Beruf und unabhängig vom jeweiligen Arbeitgeber oder Unternehmen eine qualifizierte wissenschaftliche Weiterbildung anstreben.
Im Gegensatz dazu bezeichnet das Verbundstudium in Bayern eine duale Studienvariante, die sich durch eine Kooperation von Hochschule und Unternehmen auszeichnet, vgl. auch ausbildungsintegrierter dualer Studiengang und duales Studium.
Das Verbundstudium ist ein Studienangebot der Fachhochschulen in NRW, das berufs- oder ausbildungsbegleitend absolviert werden kann. Die optimal aufeinander abgestimmte Kombination von Selbst- und Präsenzstudium gibt Berufstätigen die Möglichkeit, sich weiterzuqualifizieren und Aufstiegschancen zu verbessern. Dafür ist weder eine Auszeit im Beruf noch eine Unterbrechung der Karriere notwendig. Der große Vorteil des Verbundstudiums liegt darin, dass es sich sowohl zeitlich als auch örtlich sehr flexibel an die persönliche Lebenssituation anpassen lässt.
Das Leitbild des Verbundstudiums NRW ist dabei durch drei zentrale Ziele definiert:
- Verbund von Studium und Beruf – Berufstätige erwerben einen qualifizierten Hochschulabschluss ohne auf das gewohnte soziale und berufliche Umfeld verzichten zu müssen
- Verbund der Lernorte – das NRW-Modell verbindet das selbständige wissenschaftliche Arbeiten im privaten Bereich mit der Vermittlung von Lehre in der Hochschule und konkreten Problemstellungen in der Praxis
- Verbund der NRW Fachhochschulen – mit gemeinsamen Studiengängen steigern die Hochschulen Qualität und Effizienz in der Hochschulbildung

Die Fachhochschulen haben das Verbundstudium so dezentral wie möglich ausgerichtet und zeitgleich mit dem Institut für Verbundstudien – IfV NRW eine zentrale Service- und Koordinierungseinrichtung als Partner für die Hochschulen gegründet. Das IfV NRW unterstützt die Hochschulen bei der Planung und Durchführung von zahlreichen Dienstleistungen und hat seinen Sitz in Hagen.

## Studienangebot
Das fachliche Spektrum der Verbundstudiengänge reicht von klassischen Studiengängen der Ingenieurwissenschaften und Informatik über Angebote der Wirtschaft und des Rechts bis zu den Erziehungswissenschaften. Ein Teil der Verbundstudiengänge wird in Kooperation mehrerer Fachhochschulen (max. vier) angeboten und darüber hinaus gibt es Kombinationsstudiengänge, die von zwei Hochschulen angeboten werden und die Präsenzlehre jeweils im Wechsel anbieten.
Für die Bachelorstudiengänge gelten die allgemeinen Zulassungsvoraussetzungen; lediglich bei den praxisintegrierten Bachelorstudiengängen der FH Bielefeld und bei ausbildungsbegleitenden Verbundstudiengängen ist die zusätzliche Vorlage eines Ausbildungsvertrages zur Einschreibung notwendig.
Die Zulassungsvoraussetzungen für konsekutive oder weiterbildende Masterstudiengänge sind individueller und je nach Verbundstudiengang unterschiedlich. Bei weiterbildenden Masterstudiengängen ist grundsätzlich eine mindestens 12-monatige Berufstätigkeit nach dem Bachelorstudium notwendig.

## Studienkonzept
Die Studieninhalte, die in traditionellen Studiengängen Gegenstand von Vorlesungen sind, werden im Verbundstudium vollständig über Selbststudienmaterialien (sogenannte Lernbriefe) vermittelt, das Verbundstudium enthält somit einen weitgehend eigenverantwortlich zu gestaltenden Selbstlernanteil, der den weitaus größten Teil des Studiums ausmacht (ca. 70 %). Übungen und Seminare werden jeweils zur Hälfte über Lernbriefe vermittelt, zur anderen Hälfte als Präsenzveranstaltungen durchgeführt und machen somit etwa 30 % aus. Praktika werden vollständig in Form von Präsenzveranstaltungen angeboten. Gelernt wird in kleinen Studiengruppen von rund 20 Studierenden. Die Lernbriefe sind übersichtlich gestaltet und didaktisch aufbereitet (z. B. Angabe von Lehr-/Lernzielen, Beispiele, Zusammenfassungen), um die Aneignung des Lernstoffs im Selbststudium zu erleichtern. Zusätzlich finden sich in den Lernbriefen Aufgaben, die sowohl der Vertiefung des Stoffs als auch der Kontrolle des Studienerfolgs dienen. Die Lernbriefe werden zu Beginn jeden Semesters in gedruckter und digitaler Form zur Verfügung gestellt. Das Konzept sieht eine regelmäßige, individuelle Bearbeitung durch die Studierenden jeweils VOR und NACH den Präsenzterminen vor. Darüber hinaus erfolgt zusätzlich eine Online-Betreuung. Die Betreuung und der gegenseitige Austausch wird über die Kommunikationsplattformen der jeweiligen Fachhochschulen (moodle, Ilias) organisiert.
Der regelmäßige Kontakt zu Lehrenden und Mitstudierenden trägt nachweislich zum Erhalt der Motivation und des Studienerfolgs bei, wobei das Konzept dennoch ein Höchstmaß an Flexibilität erlaubt.
Die Studiendauer der ausbildungs- und berufsbegleitenden Verbundstudiengänge ist gegenüber den Vollzeitstudiengängen etwas länger. Grundständige Bachelor-Verbundstudiengänge haben i. d. R. neun, praxisintegrierte Bachelorverbundstudiengänge sieben und Master-Verbundstudiengänge i. d. R. fünf Semester Regelstudienzeit. Darüber hinaus sind je nach Studienkonzeption andere Laufzeiten möglich. Studienstart für die meisten Verbundstudiengänge ist jeweils zum Wintersemester. Einzelne weiterbildende Masterstudiengänge sowie ein Bachelor-Verbundstudiengang haben den Studienbeginn auf das Sommersemester gelegt. Auch der zweimalige Start im Jahr ist durchaus üblich.
Das Studium beginnt mit einer eintägigen Einführungsveranstaltung. Die Präsenzen finden i. d. R. samstags in 14-täglichem Rhythmus an ca. 8 Samstagen pro Studienhalbjahr an den beteiligten Hochschulen statt. Einige Masterstudiengänge legen die Veranstaltungen auf Freitag und Samstag, dafür jedoch im 4-Wochen-Rhythmus. Nach Möglichkeit finden während der Schulferien in NRW keine Präsenzveranstaltungen statt.
Das Verbundstudium ermöglicht die effektive Qualifikation mit dem Niveau der staatlichen Fachhochschulen.